# Schönau im Schwarzwald
Schönau im Schwarzwald  – miasto w Niemczech, w kraju związkowym Badenia-Wirtembergia, w rejencji Fryburg, w regionie Hochrhein-Bodensee, w powiecie Lörrach, siedziba związku gmin Schönau im Schwarzwald. Leży w Schwarzwaldzie, nad rzeką Wiese.

## Polityka
Ostatnie wybory samorządowe odbyły się 13 czerwca 2004, w radzie miasta zasiada 12 radnych.
| Partia      | Poparcie | Porównanie | Ilość radnych |
| ----------- | -------- | ---------- | ------------- |
| Bezpartyjni | 43,2%    | –5,7%      | 5             |
| CDU         | 42,0%    | +7,4%      | 5             |
| SPD         | 14,9%    | –1,6%      | 2             |

## Osoby

### urodzone w Schönau im Schwarzwald
- Joachim Löw (ur. 3 lutego 1960), niemiecki piłkarz, trener, obecny selekcjoner reprezentacji Niemiec
- Albert Leo Schlageter (ur. 12 sierpnia 1894, zm. 26 maja 1923 w Düsseldorfie), członek Freikorps
- Michael Sladek (ur. 1947), lekarz, odznaczony Bundesverdienstkreuz

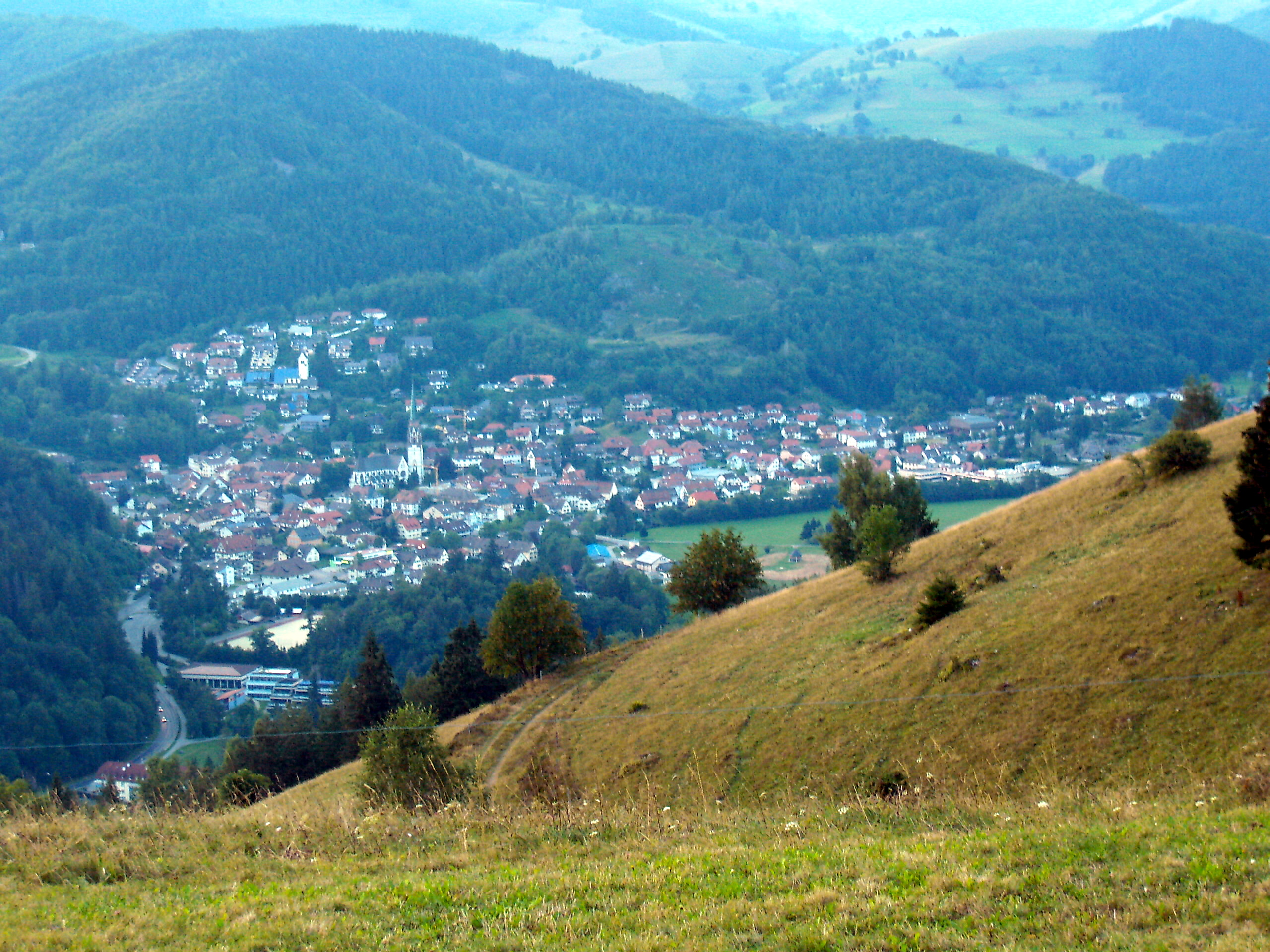
Widok na Schönau im Schwarzwald